# Карманный персональный компьютер
Карма́нный персона́льный компью́тер (КПК, англ. Personal Digital Assistant, PDA — «личный цифровой секретарь») — портативное вычислительное устройство, обладающее широкими функциональными возможностями. КПК часто называют наладонником (англ. palmtop) из-за небольших размеров. Изначально КПК предназначались для использования в качестве электронных органайзеров. С «классического» КПК невозможно совершать звонки, и КПК не является мобильным телефоном, поэтому к настоящему времени классические КПК практически полностью вытеснены коммуникаторами — КПК с модулем сотовой связи и смартфонами.
В английском языке словосочетание «карманный ПК» (Pocket PC) является торговой маркой фирмы Microsoft, то есть относится лишь к одной из разновидностей КПК, а не обозначает весь класс устройств. Словосочетание Palm PC («наладонный компьютер») также является конкретной торговой маркой КПК, выпускавшихся компанией Palm, а позже Hewlett Packard. Для обозначения всего класса устройств в английском языке используется аббревиатура PDA.

## История развития карманных компьютеров
Точной даты изобретения КПК нет, можно только сказать, что идея карманных компьютеров окончательно оформилась в период 1970—1990-х годов. За это время был пройден путь от программируемых калькуляторов до КПК с цветным экраном, которые позволяют смотреть видео и выходить в интернет. Было создано около 10 новых операционных систем, около сотни различных устройств КПК.
Оригинальный термин впервые был использован 7 января 1992 года Джоном Скалли в применении к Apple Newton на выставке Consumer Electronics Show в Лас-Вегасе.

## Функции КПК

### Общие
- Чтение:
  - книг;
  - справочных текстов: словарей, энциклопедий и т.д
  - электронной почты, веб-страниц, журналов и иных документов в разных текстовых форматах.
- Карты местности. Особенно эффективны при наличии модуля GPS (глобальная система позиционирования) и специальных программ для планирования маршрутов.
- Ежедневник и расписание. Компьютер может автоматически напоминать о пунктах расписаний.
- Всевозможные записи: памятки, контактные сведения, списки, базы данных.
- Звуковой проигрыватель. В отличие от карманных аудиопроигрывателей, функция звукового проигрывателя на КПК полностью настраивается программным обеспечением: можно выбрать программу с подходящим интерфейсом и функциональностью.
- Диктофон. При использовании дополнительного ПО КПК обретает широкие возможности звукозаписи.
- Записи от руки. Позволяют быстро набросать памятку, с возможностью рисования от руки при помощи стилуса.
- Набор текстов. Доступна экранная клавиатура, рукописный ввод и полноценная подключаемая клавиатура (возможно использование аккордовой клавиатуры, которая имеет меньшие размеры). В некоторых моделях КПК также имеется выдвижная клавиатура.
- Просмотр изображений. Фотоальбомы, коллекции изображений.
- Просмотр видеороликов, фильмов. Объём современных флеш-карт и скорость процессоров позволяют просматривать видео со звуком, без конвертации.
- Выход в Интернет. Подключаться можно через мобильный телефон (Bluetooth / IrDA) или беспроводную сеть Wi-Fi или WiMAX, функционируют GPRS и EDGE.
- Игры. Логические, аркады, шутеры, стратегии, ролевые игры.
- Графические программы. Функциональность существенно ограничена размером экрана карманного компьютера.
- Дистанционное управление. Вся бытовая техника, имеющая инфракрасный порт, поддаётся управлению при помощи специализированных программ.
- Офисные приложения. В зависимости от модели КПК в распоряжении пользователя есть различные наборы программ — от утилит для просмотра документов до полноценных офисных пакетов.
- Управленческий учёт. КПК активно используются в торговом бизнесе мерчандайзерами для сбора информации об остатках товара в торговой точке, формировании заказа и т. п. Использование КПК в технологии мобильных продаж обычно подразумевает интеграцию с бухгалтерской программой. В системах автоматизации общественного питания КПК часто используется как инструмент официанта для приёма заказа. В наиболее продвинутой отечественной системе TillyPad XL КПК любой модели способен заменить любой терминал по всему набору функций. То есть может работать как POS-терминал или рабочее место менеджера.
- Программирование. Несмотря на доступность трансляторов различных языков, программирование непосредственно на карманном компьютере остаётся затруднённым из-за малого количества доступных сред разработки. Небольшой размер экранов наладонников также мешает полноценному программированию.
- Фотоаппарат, видеокамера — встроенная или подключаемая.

К КПК, оснащённому хост-контроллером USB, можно напрямую подключать различные USB-устройства, в том числе клавиатуру, мышь, жёсткие диски и флеш-накопители. В случае подключения жёсткого диска следует учесть, что часто в таких случаях мощности хост-контроллера недостаточно для нормальной работы жёсткого диска

## Операционные системы
В отличие от настольных ПК, которые подразделяются на несколько крупных классов и в остальном достаточно универсальны, карманные компьютеры более жёстко привязаны к собственным операционным системам (ОС).
Основными ОС для КПК и смартфонов являлись:
- Google Android, разрабатываемая Open Handset Alliance;
- iOS фирмы Apple;

Также применяются (применялись) и иные ОС:
- Windows Mobile (ранее Pocket PC и Windows CE) фирмы Microsoft;
- Windows Phone;
- Windows 10 Mobile.
- Palm OS фирмы PalmSource;
- BlackBerry фирмы Research In Motion;
- Symbian OS (ранее EPOC);
- GNU/Linux.

## Смартфоны и коммуникаторы
С развитием электроники получили большое распространение так называемые коммуникаторы — КПК со встроенным модулем мобильной связи.
Коммуникаторы обладали рядом недостатков по сравнению с обычными КПК, основной из которых — меньшее время автономной работы. Однако объёмы продаж КПК постоянно снижались (по данным IDC, в третьем квартале 2007 года общий объём продаж классических КПК снизился на 39,3 % по сравнению с третьим кварталом 2006 года и составил всего 728 894 устройств, в то время как объём поставок смартфонов превысил 31 миллион устройств) и к началу 2008 года классические КПК были практически вытеснены смартфонами и коммуникаторами.